# Mount Eyskens
Mount Eyskens är ett berg i Antarktis. Det ligger i Östantarktis. Norge gör anspråk på området. Toppen på Mount Eyskens är 2 300 meter över havet.
Terrängen runt Mount Eyskens är platt åt nordost, men åt sydväst är den kuperad. Trakten är obefolkad. Det finns inga samhällen i närheten. 